# Meergrüner Geißklee
Der Meergrüne Geißklee (Cytisophyllum sessilifolium) ist eine Pflanzenart aus der Gattung Cytisophyllum innerhalb der Familie der Hülsenfrüchtler (Fabaceae). Es ist die einzige Art der Gattung Cytisophyllum.

## Beschreibung

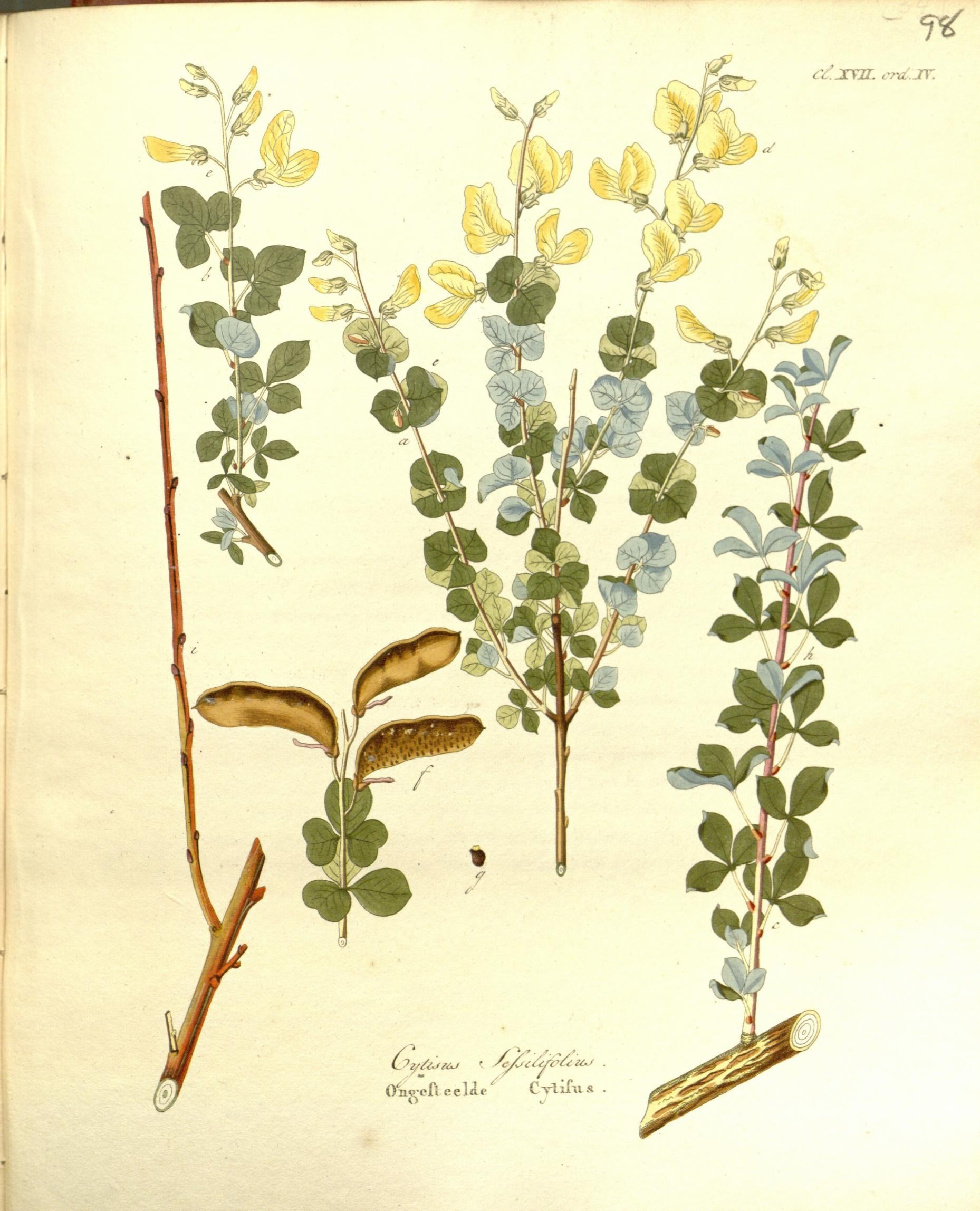
Illustration aus Afbeeldingen der fraaiste, meest uitheemsche boomen en heesters, Tafel 98

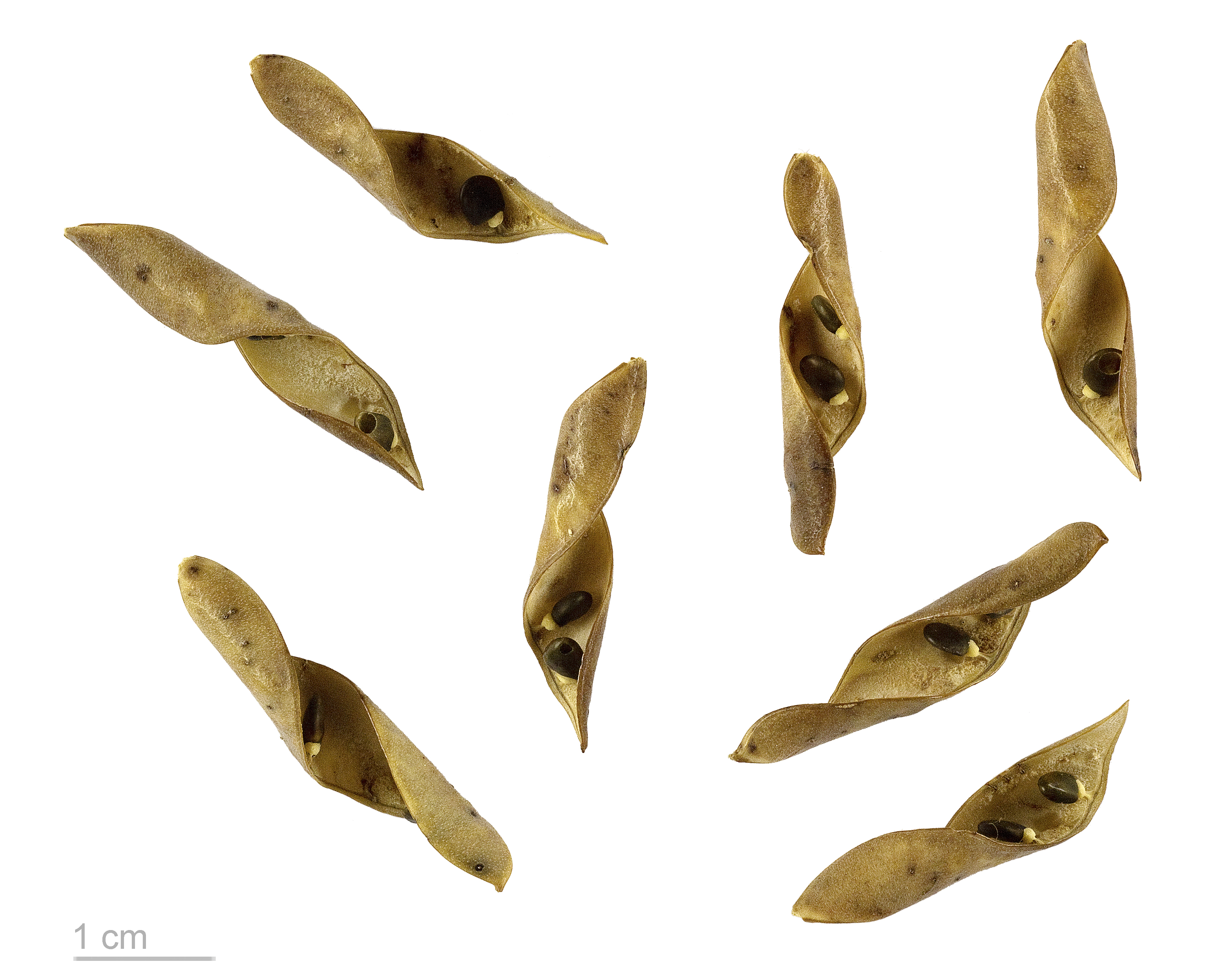
Früchte und Samen

### Vegetative Merkmale
Der Meergrüne Geißklee ist ein stark verzweigter, völlig kahler Strauch, der Wuchshöhen 50 bis 150, selten bis zu 200 Zentimetern erreicht. Die einjährigen Zweige sind aufrecht, dünn und ihre Rinde ist grün sowie etwas bereift.
Die wechselständigen angeordneten Laubblätter sind sitzend bis gestielt. Die Blattspreite ist dreiteilig gefiedert. Die bereiften und ganzrandigen, fast sitzenden Teilblättchen sind mit einer Breite von 6 bis 8 Millimetern eiförmig bis verkehrt-eiförmig oder rundlich bis rhombisch mit kurz zugespitztem oder stachelspitzigem oberen Ende.

### Generative Merkmale
Die Blütezeit reicht April bis Juli. Zwei bis acht, selten bis zu zwölf Blüten befinden sich in einem endständigen, relativ kurzen, traubigen Blütenstand. Die kurzen Blütenstiele sind kaum länger als der Kelch.
Die zwittrige Blüte ist zygomorph und fünfzählig mit doppelter Blütenhülle. Der häutige Kelch ist zweilippig und 5 bis 6 Millimeter lang. Die goldgelbe Blütenkrone hat die typische Form einer Schmetterlingsblüte. Die Fahne ist bei einem Durchmesser von 13 bis 15 Millimetern rundlich. Das Schiffchen ist stark aufwärts gekrümmt und unterseits etwas flaumig. Die 10 im unteren Teil miteinander verwachsenen Staubblätter sind ungleich, 5 sind kürzer und 5 länger. Die Antheren der kürzeren und längeren Staubblätter sind unterschiedlich.
Die hell graubraune Hülsenfrucht mit beständigem Kelch ist 30 bis 42 Millimeter lang und 8 bis 12 Millimeter breit; sie enthält acht bis zehn schwarze Samen. Die Samen besitzen eine kleine, helle Strophiole.
Die Chromosomenzahl beträgt 2n = 48 oder 50.

## Vorkommen
Vom Meergrünen Geißklee gibt es Fundortangaben in Spanien, Frankreich und Italien. In der Schweiz fehlt er. Bei Vorkommen in Algerien ist die Ursprünglichkeit zweifelhaft. In Südosteuropa ist Cytisophyllum sessilifolium ein Neophyt.
Der Meergrüne Geißklee steigt in Südtirol im Vallarsa bis zu Höhenlagen von 1260 Metern und in den Westalpen bis zu Höhenlagen von 1700 Metern auf. Er wächst an trockenen, warmen Hängen besonders über Kalkstein.

## Taxonomie
Die Erstveröffentlichung erfolgte 1753 unter dem Namen (Basionym) Cytisus sessilifolius durch Carl von Linné in Species Plantarum, Tomus II, S. 739. Die Neukombination zu Cytisophyllum sessilifolium (L.) O.Lang wurde 1843 durch Otto Friedrich Lang in Flora, Band 26, S. 770 veröffentlicht.